# Ixora yunckeri
Ixora yunckeri är en måreväxtart som beskrevs av Albert Charles Smith. Ixora yunckeri ingår i släktet Ixora och familjen måreväxter. Inga underarter finns listade i Catalogue of Life.